# Petar Vujačić
Petar Vujačić (Maribor, 19 gennaio 2000) è un cestista sloveno.

## Biografia
È il fratellastro di Saša Vujačić.

## Palmarès
- Coppa di Croazia: 1

Zara: 2024